# Furer
Fur eller furawi (fur: fòòrà; arabiska:فور, fūr), är en etnolingvistisk folkgrupp i Sudan. Enligt uppgifter hämtade 2023 uppskattades furerna till cirka 985 000 människor i Darfur i västra Sudan. Dessutom levde cirka 250 000 som flyktingar i Tchad. Vidare fanns flyktingar från folkgruppen i Egypten och andra länder. De flesta furer talar ett språk med samma namn som folkgruppen, fur, som tillhör den nilo-sahariska språkfamiljen. Många talar numera också arabiska.[källa behövs] Fur är en muslimsk folkgrupp.
De är ett omtalat ryttarfolk och kamelägare. Har historiskt varit nära förbundna med kanurifolket i nuvarande Nigeria.[källa behövs]

## Historia
På 1500-talet hade fur mäktiga kungadömen som sträckte sig till Nilen. Men intrång från araberna gjorde att de mobiliserade mot bergen i norr där de framgångsrikt utvecklade en form av terrassodling. Suliman Solong grundade ett islamiskt sultanat i slutet av 1500-talet. Allt sedan dess har folkgruppen anammat arabisk klädsel och arabiska namn. Deras historiska monarki, Darfur, som grundades ungefär samtidigt som folket konverterat till islam, var en maktfaktor fram tills britterna erövrade området 1916. Ekonomiskt var sultanatet baserat på handel, bland annat slavhandel.
Sedan landet blev självständigt på 1960-talet har det funnits motsättningar mellan arabiska och afrikanska folk i området. Men det har också uppstått splittringar inom folkgruppen. Ena gruppen vill leva som araber medan den andra gruppen vill behålla furernas traditionella livsstil. Från regeringshåll har man drivit politik för att försvaga furerna. Under 2003 eskalerade en långvarig spänning mellan det bofasta jordbruksfolket – däribland fur –  och nomadiska arabiska pastoralister. Rebeller från jordbruksgrupperna, Sudans befrielsearmé (SLA), ledda av furerna attackerade regeringsanläggningar och regeringen svarade med att skapa en pastoralistmilis, Janjaweed (arabiska: "beridna män med vapen" eller "banditer"). Pastoralistmilisen dödade tiotusentals jordbrukare och konflikten tvingade uppskattningsvis en miljon människor på flykt. De har utsatts för etnisk rensning av den arabiska befolkningen.

## Ekonomi
Bland de viktigaste kontantgrödorna hittas bomull och tobak. Fur odlar även spannmål som vete och majs, samt jordnötter, bönor, hibiskus, tomater, potatis, lök, vitlök och pumpor. Dessutom ges möjlighet till odling av äpplen och jordgubbar i det tempererade klimatet i bergen.

## Traditioner
Samhället är tydligt uppdelat mellan de rika markägarna och de livegna. Bland de lägre stånden hittas smeder, garvare och andra hantverkare. Vid äktenskap betalar brudgummens föräldrar hemgift i form av boskap och tyg till hustruns föräldrar. De få rika utövar månggifte och skilsmässa är  vanligt.